# Carl Johan Fant
Carl Johan Fant, född 1798, död 1875, var en svensk biblioteksman. Han var son till Eric Michael Fant.
Fant blev filosofie magister i Uppsala 1821 och docent i politik 1823. Han inträdde 1822 vid Uppsala universitetsbibliotek, där han blev ordinarie amanuens 1830, titulär vice bibliotekarie 1833 och ordinarie 1847 samt 1858 bibliotekarie och chef. Under hans ledning ökade utbytet med andra universitetsbibliotek i Europa och biblioteket inträdde 1859 i den av överbibliotekarien professor Carl Julius Caesar i Marburg ledda Akademischer Tauschverein. År 1860 inköptes Göran Wahlenbergs och Carl Gustaf Oxenstiernas boksamlingar.